# Miracle à l'italienne
Pour plus de détails, voir Fiche technique et Distribution.
Miracle à l'italienne (titre original : Per grazia ricevuta) est un film italien réalisé par Nino Manfredi, sorti en 1971.

## Fiche technique
- Titre : Miracle à l'italienne
- Titre original : Per grazia ricevuta
- Réalisation : Nino Manfredi
- Scénario : Nino Manfredi, Leonardo Benvenuti, Piero De Bernardi et Luigi Magni
- Production : Angelo Rizzoli Jr.
- Musique : Guido De Angelis
- Photographie : Armando Nannuzzi
- Montage : Alberto Gallitti
- Pays d'origine : Italie
- Format : Couleurs - Mono
- Genre : Comédie dramatique
- Durée : 98 minutes
- Date de sortie : 1971

## Distribution
- Nino Manfredi : Benedetto Parisi
  - Paolo Armeni : Benedetto enfant
- Delia Boccardo : Giovanna Viciani
- Lionel Stander : Oreste Micheli, le père de Giovanna
- Paola Borboni : Immacolata, la mère de Giovanna
- Antonella Patti : la tante de Benedetto
- Fausto Tozzi : le chirurgien
- Mario Scaccia : le prieur
- Tano Cimarosa : Zio Checco, le vendeur ambulant
- Mariangela Melato : la monitrice de la colonie
- Véronique Vendell : la prostituée
- Gastone Pescucci : l'avocat
- Alfredo Bianchini : le chef de la clinique
- Fiammetta Baralla : la soeur à la clinique